# Huyền thoại Tarzan (phim)
Huyền thoại Tarzan (tựa gốc: The Legend of Tarzan) là một phim phiêu lưu của Mỹ năm 2016 do David Yates đạo diễn, dựa trên nhân vật hư cấu cùng tên sáng tạo bởi Edgar Rice Burroughs. Phần kịch bản được chắp bút bởi Adam Cozad và Craig Brewer, phim có sự tham gia của Alexander Skarsgård trong vai nhân vật chính, với các diễn viên Samuel L. Jackson, Margot Robbie, Djimon Hounsou, Jim Broadbent và Christoph Waltz đảm nhận các vai phụ.